# مفارقة دولاب أرسطو
مفارقة دولاب أرسطو (بالإنجليزية: Aristotle's wheel paradox)‏ هي مفارقة ألفها أرسطو وتقول بأن هناك دولابين أحدهما ضمن الآخر والتي تأخذ حوافهما شكل دائرة بأقطار مختلفة. تدور الدواليب بدون انزلاق لدورة كاملة، يكون المسارين الذان تخلفه أسفل العجلات هو خطان مستقيمان طولهما يساويا طول محيط العجلة، ولكن طول الخطين متساويين، إذا يجب أن يكون للعجلتين نصف القطر ذاته، وهذا ما يخالف الفرض بأن العجلتين ذات نصف قطر مختلف.
إن الخطأ الذي أدى لحصول المفارقة هو افتراض أن العجلة الصغيرة أيضاً تدور بدون انزلاق، ولكن في الحقيقة فإن هذه الحركة غير ممكنة الحدوث فيزيائياً.